# Eucypris crassa
Eucypris crassa är en kräftdjursart som först beskrevs av Otto Friedrich Müller 1785.  Eucypris crassa ingår i släktet Eucypris och familjen Cyprididae. Inga underarter finns listade i Catalogue of Life.